# 가와타비온센역
가와타비온센역(일본어: 川渡温泉駅)은 일본 미야기현 오사키시에 위치한 동일본 여객철도 리쿠우토 선의 철도역이다. 섬식 승강장 1면 2선의 구조를 갖춘 지상역이다.

## 타는 곳
| 1 | ■ 리쿠우토 선 | 하행 | 나루코온센 · 신조 방면 |
| 2 | ■ 리쿠우토 선 | 상행 | 후루카와 · 고고타 방면 |

## 역 주변
- 국도 제47호선

## 역사
- 1914년 4월 19일 : 가와타비역으로서 개업.
- 1983년 3월 7일 : 간이 위탁화.
- 1987년 4월 1일 : 일본국유철도 분할 민영화에 의해, 동일본 여객철도가 승계.
- 1991년 3월 7일 : 간이 위탁 폐지, 무인화.
- 1997년 3월 22일 : 가와타비온센역으로 개칭.

## 인접 역
| ■ 리쿠우토 선        | ■ 리쿠우토 선 | ■ 리쿠우토 선          |
| -------------------- | ------------- | ---------------------- |
| 이케즈키 고고타 방면 | ■ 리쿠우토 선 | 나루코고텐유 신조 방면 |